# Tomáš Kudrna
Tomáš Kudrna (* 3. prosince 1974) je český režisér a kameraman dokumentárních filmů. Vystudoval na FAMU nejprve katedru kamery (1999) a po té ještě katedru režie (2001). S výjimkou školní televizní inscenace na motivy A. P. Čechova Sboristka (1999) se však zatím hrané tvorbě nevěnoval a našel výrazné uplatnění právě na poli publicistiky a dokumentalistiky. Kromě spolupráce na vědeckých pořadech ČT České hlavy (2006) a Port (2007) nebo reportáží pro občansky ochraňující cyklus J. Lorencové Za zdí (2004) mapoval aktivity nadace Vize 97, kde také krátce pracoval (Rekonstrukce kostela sv. Anny, 1999) a postprezidentské aktivity Václava Havla (Pražská křižovatka, 2003).
Do širšího povědomí vstoupil dvojicí syrových filmů o domácím násilí: To všechno z lásky (2004) představuje ženy-jeho oběti a Jen se dívej (2005) se plasticky zabývá jeho svědky, hlavně dětmi. Oba těží ze síly autentické výpovědi, jsou zpracovány minimalistickými prostředky, čímž se jejich účinek ještě umocňuje. Díla vyvolala řadu protestů, ale také byla odměněna čestným uznáním v rámci Trilobita 2004. Ve spolupráci s ARTE France a Českou televizí natočil v roce 2006 dokument Troublemaking Genius o českém vynálezci Ottovi Wichterle. Snímek přibližuje nejen osobu geniálního vynálezce, ale hlavně dramatický příběh jeho světoznámého patentu. Film obsahuje i výpovědi amerických investorů, kteří koupili od ČSSR patent a na rozdíl od vynálezce na výrobě čoček zbohatli. Film Wichterle (2006) byl uveden jako jeden z mála českých dokumentárních filmů v televizích 40 zemí světa, a kromě českého Trilobita (2006) získal Goldem Remi Award v americkém Houstonu (2006). Tato příležitost přivedla autora k absolvování seminářů pro evropské producenty Discovery Campus Masterschool (2007) a k vývoji dalších projektů. Jeho film s pracovním názvem All that Glitters (Mlčeti zlato, 2010) o sporech obyvatel kyrgyzské vesnice ležící v blízkosti zlatého dolu byl jako první český dokument podpořen americkou nadací Sundance Institute. Vedle těchto úspěchů se v českém prostředí vyprofiloval jako autor názorově silných autorských filmů, které vždy vyvolaly mediální i společenský ohlas. Zřejmě proto, že přímočaře pojmenovávaly „služební výhody“ politiků První mezi rovnými (2007) nebo mechanismy politické moci prostoupených tajnými dohodami Vládneme, nerušit (2007). Druhý film vznikl v úzké spolupráci s novinářem Erikem Taberym a získal cenu Trilobit (2007). V roce 2011 byl do kin uveden Kudrnův dokument Po dlouhé noci den věnovaný osudům tří nuceně nasazených žen v nacistickém Německu. Film vznikl ve společnosti Negativ v koprodukci s německou televizí RBB. V úspěšné spolupráci se společností Negativ pokračoval Kudrna natočením celovečerního dokumentu Hledá se prezident o první přímé volbě hlavy českého státu. Za tento film byl nominován na Českého lva. Ve televizním dokumentu Zatajené dopisy citlivě sleduje na příkladu experimentální školy z 50. let stále živé téma "převýchovy" a integrace romského obyvatelstva. Tento jeho snímek byl oceněn na festivalu Academia Film Olomouc.

## Vzdělání
- Akademie múzických umění, katedra kamery, 1994–1999
- Akademie múzických umění, katedra režie, 1996–2001
- Discovery Campus Masterschool, 2007
- Sundance Documentary Edit Lab, 2009

## Režie
- Zatajené dopisy, Česká televize, 2015
- Hledá se prezident / President Wanted, Negativ, Česká televize 2013, celovečerní dokument o první přímé volbě prezidenta v ČR
- The day after a long night / Po dlouhé noci den, mezinárodní koprodukce RBB, ČT, 2011, film o třech ženách, které byly nuceně nasazené na práce v nacistickém Německu
- All that glitters / Mlčeti zlato, mezinárodní koprodukce, 2010, sociální dokument o dopadu těžby zlata na kyrgyzskou komunitu
- Vládneme, nerušit, Česká televize 2007,
- První mezi rovnými, Česká televize, 2007
- Wichterle, ARTE France, Armada Films, ADR Productions, portrét českého génia, vynálezce měkkých kontaktních čoček, mezinárodní koprodukce, 2006
- České hlavy, Česká televize, režie reportáží, 2006
- Jen se dívej, Česká televize, dokument o dětech – svědcích domácího násilí, 2005
- Za zdí, Česká televize, režie reportáží, 2004
- To všechno z lásky, Česká televize, dokument o obětech domácího násilí, 2004
- Pražská křižovatka, Česká televize, dokument o postprezidentských aktivitách Václava Havla, 2003
- Zblízka-Martin Hilský, Česká televize, portrét Martina Hilského, 2001
- Sběrné surovosti, TV portrét Juraje Herze, 2000
- Rekonstrukce kostela sv. Anny, TV dokument, 1999
- Sboristka, TV inscenace podle povídky A. P. Čechova, 1999

## Ocenění
- Zatajené dopisy, Cena RWE za nejlepší český populárně-vědecký dokumentární film – Academia film Olomouc, 2015
- Hledá se prezident, nominace na Českého lva za rok 2013
- Mlčeti zlato, Prize for the Best Political Film, Cinepolitica – The International Political Film Festival 2012, Bucharest
- Mlčeti zlato, Grand Prix and the Trophy of the Festival, Cronograf – Moldavian festival of documentary films, 2011
- Mlčeti zlato, Healthy Workplaces Film Award, DOK Leipzig 2010
- Mlčeti zlato, cena televize MDR za nejlepší východoevropský dokumentární film, DOK Leipzig 2010
- Mlčeti zlato, cena Českého rozhlasu, festival Jeden svět 2010
- Vládneme, nerušit, cena Trilobit 2007
- Wichterle, cena Trilobit 2006, Golden Remi Award, Houston, 2006
- To všechno z lásky, čestné uznání poroty udělující cenu Trilobit 2004